# Duduh Durahman
 (octobre 2019).
Si vous disposez d'ouvrages ou d'articles de référence ou si vous connaissez des sites web de qualité traitant du thème abordé ici, merci de compléter l'article en donnant les références utiles à sa vérifiabilité et en les liant à la section « Notes et références ».
Duduh Durahman,  Abah Duduh (Ciwidey, 26 mai 1939-1er octobre 2014) était un acteur, écrivain et journaliste indonésien.
Il était professeur et publiait des essais sur le soundanais : Petingan (1983), Catetan Prosa Sunda (1984), Salumar Sastra (1989), Sastra Sunda Saulas Sausap (1991).